# Fuerza Aérea Ecuatoriana

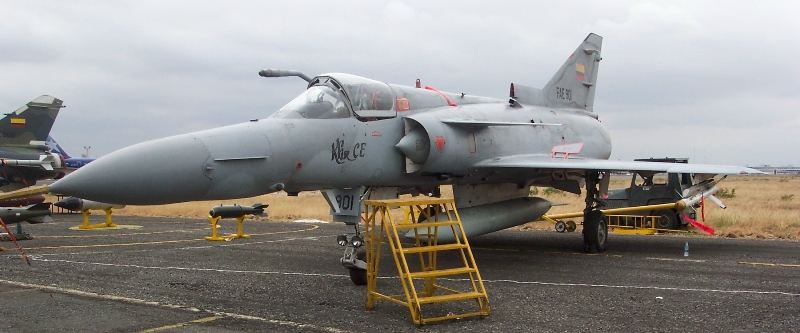
Kfir CE 901 der FAE

Die Fuerza Aérea Ecuatoriana (FAE) sind die Luftstreitkräfte der ecuadorianischen Armee.

## Geschichte
1910 änderte der Club Guayas de Tiro (Schießverein) seinen Namen in Club Guayas de Tiro y Aviación (Schieß- und Luftfahrtverein) mit dem Zweck, die Luftfahrtaktivitäten im Land zu fördern. Cosme Rennella Barbatto war der erste ecuadorianische Pilot, ein Mitbegründer des Clubs und hervorragender Sportler. Er sollte in die Flugschule Chiribiri & C. in Mirafiori (Turin, Italien) eintreten.
Zwischen 1915 und 1918 war er Kampfpilot für die italienische Luftwaffe im Ersten Weltkrieg. Dabei absolvierte er 250 Einsätze über feindlichem Territorium, wobei er 152 Luftkämpfe bestritt und sieben gegnerische Flugzeuge abschoss. Er erhielt 14 Auszeichnungen aus Belgien, Frankreich und Italien und ist in der Ehrentafel der vierzig besten italienischen Piloten des Ersten Weltkrieges als Zehnter geführt.
Das erste Flugzeug der FAE war ein Eindecker vom Typ Chiribiri No. 5 mit einem 50 PS starken Motor. Am 8. Oktober 1913 wurde die PATRIA N° 1 feierlich getauft, die Maschine erhob sich 120 Meter und überflog den Guayas-Fluss.

### 1920–1936
Einige Jahre später, am 8. August 1920 sandte Oberst Francisco Gómez de la Torre, Chef der Zone Guayaquil, nachdem er einen spektakulären Flug mit dem italienischen Piloten Elia Liut absolviert hatte, ein Telegramm an den Präsidenten der Republik und an den Oberbefehlshaber, in dem er die Wichtigkeit der Luftfahrt unterstrich und die Unterstützung aller Aktivitäten diesbezüglich einforderte.
Am 27. Oktober 1920 brachte der frisch gewählte Präsident José Luis Tamayo den Nationalkongress dazu, ein Dekret für die Bildung einer Flugschule in Quito und eine in Guayaquil zu erlassen. Zwei Jahre später wurde der erste Rundflug über Ecuador mit einem Flugzeugs vom Typ Ryan B-5 durchgeführt, das auf den Namen Ecuador I getauft worden war.
Am 21. November 1927 wurde die Luftfahrtsektion in Luftfahrtabteilung umbenannt und unterstand ab sofort dem Kriegsministerium. Im Mai 1929 autorisierte die Nationalversammlung die Exekutive zum Bau eines Aerodroms in Guayaquil und zum Jahresende wurde die Flugschule von Durán zu diesem neuen Flugfeld umgesiedelt. Der militärische Luftpostdienst auf der Route Latacunga–Quito–Otavalo–Ibarra und Tulcán wurde am 1. Januar 1932 eingeführt. Drei Jahre später, am 3. Juli 1935, wurde die Militärische Flugschule in Guayaquil gegründet. Sie besaß acht Flugzeuge und einen US-amerikanischen Flugausbilder. Zum Jahresbeginn 1936 wurde die Luftfahrtabteilung in Luftinspektion umbenannt, die nun dem Oberbefehl des Heeres unterstand.

### 1942–2007

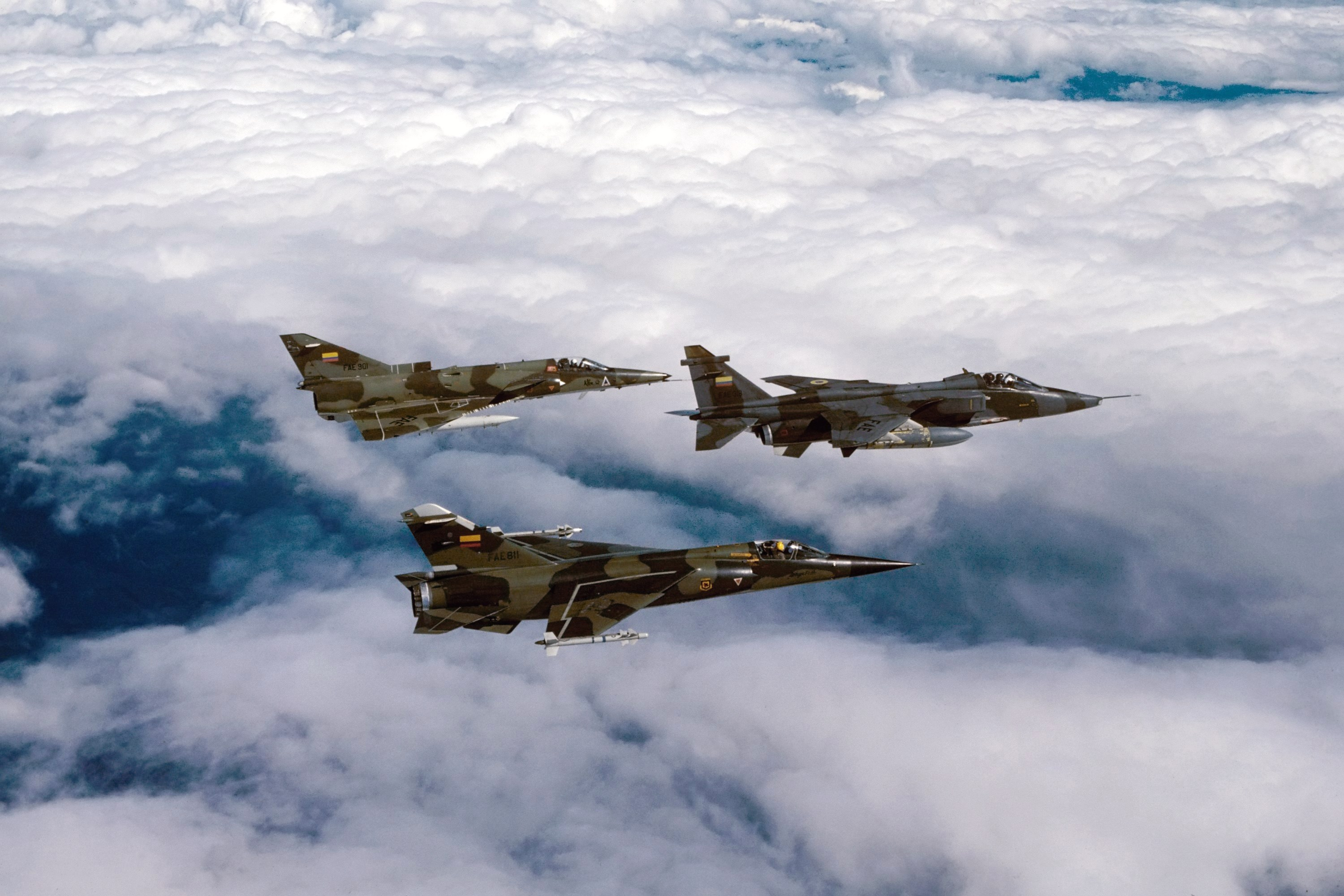
IAI Kfir, SEPECAT Jaguar und Mirage F1 der Fuerza Aérea Ecuatoriana (von oben nach unten)

Am 30. Januar 1942 wurde Kapitän Bayardo Tobar Chef der Luftinspektion des ecuadorianischen Heeres und der Militärischen Flugschule, die nach Salinas umzog. Ein Jahr später wurde per Dekret die Luftinspektion des Heeres in Generalkommando der Luftfahrt umbenannt. Mit diesem Dekret wurde die ecuadorianische Luftwaffe geboren. Major Bayardo Tobar wurde erster Kommandant.
Im Dezember 1954 begann in Ecuador das Jetzeitalter, als Meteor-FR.9-Flugzeuge gekauft wurden. Am 29. Juni 1955 kamen Canberra Mk.6, F-80 und AT-33A hinzu. Am 4. Dezember 1962 wurde die TAME gegründet, die noch heute in den Händen der Luftstreitkraft ist. Während des Jahres 1975 kamen A-37B zur Luftwaffenbasis Taura, ebenso die Strikemaster Mk 89.
Am 14. Januar 1977 wurde das erste Überschallgeschwader mit Flugzeugen vom Typ Jaguar eingeführt. Zweieinhalb Jahre später, am 26. Juni 1979, flog von Taura das erste Mal eine Mirage F1. 2009 wurde der Ankauf südafrikanischer Atlas Cheetah beschlossen. Insgesamt zwölf gebrauchte Maschinen wurden 2011 und 2012 an Ecuador geliefert und auf dem Flugplatz Taura südöstlich von Guayaquil stationiert.

## Einsatz
Der erste Luftkampf mit Beteiligung der FAE fand am 28. Januar 1981 während des so genannten
Paquisha-Zwischenfalls (Peruanisch-Ecuadorianischer Grenzkrieg) statt. Hierbei lieferten sich zwei Cessna A-37B der FAE einen Luftkampf mit zwei A-37B der Peruanischen Luftwaffe.
Am 10. Februar 1995 wurde während des Cenepakonflikts ein Luftkampf durchgeführt, wobei drei peruanische Flugzeuge abgeschossen worden sein sollen, so Ecuador: zwei Suchoi Su-22 und eine Cessna A-37B. Nach Peruanischen Berichten soll kein peruanisches Flugzeug vom Gegner abgeschossen worden sein.

## Ausrüstung
Ende 2022 verfügte die Luftwaffe über folgende Luftfahrzeuge und Waffensysteme:
| Flugzeug                 | Foto           | Herkunft           | Verwendung                              | Version                | Aktiv          | Bestellt       | Anmerkungen    |
| Kampfflugzeuge           | Kampfflugzeuge | Kampfflugzeuge     | Kampfflugzeuge                          | Kampfflugzeuge         | Kampfflugzeuge | Kampfflugzeuge | Kampfflugzeuge |
| ------------------------ | -------------- | ------------------ | --------------------------------------- | ---------------------- | -------------- | -------------- | -------------- |
| Atlas Cheetah            |                | Südafrika          | Mehrzweckkampfflugzeug                  |                        | 9              |                |                |
| Transportflugzeuge       |                |                    |                                         |                        |                |                |                |
| Boeing 727               |                | Vereinigte Staaten | TransportflugzeugGeschäftsreiseflugzeug |                        | 1              |                |                |
| Boeing 737               |                | Vereinigte Staaten | TransportflugzeugGeschäftsreiseflugzeug |                        | 1              |                |                |
| Dassault Falcon 7X       |                | Frankreich         | Geschäftsreiseflugzeug                  |                        | 1              |                |                |
| Grumman Gulfstream II    |                | Vereinigte Staaten | Geschäftsreiseflugzeug                  |                        | 1              |                |                |
| C-130 Hercules           |                | Vereinigte Staaten | Transportflugzeug                       | C-130BC-130HC-130L-100 | 3              |                |                |
| CASA C-295               |                | Spanien            | Transportflugzeug                       |                        | 3              |                |                |
| DHC-6 Twin Otter         |                | Kanada             | Transportflugzeug                       |                        | 3              |                |                |
| King Air                 |                | Vereinigte Staaten | Transportflugzeug                       | King Air 350           | 1              |                |                |
| PA-34 Seneca             |                | Vereinigte Staaten | Transportflugzeug                       |                        | 1              |                |                |
| Schulflugzeuge           |                |                    |                                         |                        |                |                |                |
| EMB 314 Super Tucano     |                | Brasilien          | Schulflugzeug                           |                        | 17             |                |                |
| Grob G 120TP             |                | Deutschland        | Schulflugzeug                           |                        | 8              |                |                |
| Hubschrauber             |                |                    |                                         |                        |                |                |                |
| Agusta A119              |                | Italien            | Mehrzweckhubschrauber                   |                        | 4              |                |                |
| H145                     |                | Europäische Union  | Mehrzweckhubschrauber                   |                        | 6              |                |                |
| Schulungshubschrauber    |                |                    |                                         |                        |                |                |                |
| Bell 206                 |                | Vereinigte Staaten | Schulungshubschrauber                   | TH-57A                 | 4              |                |                |
| Unbemannte Luftfahrzeuge |                |                    |                                         |                        |                |                |                |
| UAV-2 Gavilán            |                | Ecuador            | Aufklärungsdrohne                       |                        |                |                | [ 5 ]          |

Luft-Luft-Raketen:
- Python-3 ()
- Python-4 ()
- R.550 Magic ()

Flugabwehrwaffen:
- 10× 9K33 Osa ()
- 9K310 Igla-1 ()
- 34× SU-23 ()
- 18× GDF-002 ()

## Dienstgradabzeichen
| Dienstgrad |                          |                   |                  |                     |
| Offiziere  | Generale                 | Brigadegeneral    | Generalleutnant  | General der Flieger |
| Offiziere  | Stabsoffiziere           | Major             | Oberstleutnant   | Oberst              |
| Offiziere  | Hauptleute und Leutnante | Leutnant          | Oberleutnant     | Hauptmann           |
| Truppe     | Feldwebel                | Zweiter Feldwebel | Erster Feldwebel | Älterer Feldwebel   |
| Truppe     | Sergeanten               | Zweiter Sergeant  | Erster Sergeant  |                     |
| Truppe     | Gefreite                 | Zweiter Gefreiter | Erster Gefreiter |                     |
| Truppe     | Flieger                  | Flieger           |                  |                     |